# Cymande (album)
Pour les articles homonymes, voir Cymande.
Albums de Cymande
Second Time Round
(1973)
Singles
1. The Message
Sortie : 1972
2. Bra
Sortie : 1972

Cymande est le premier album du groupe de funk britannique Cymande. Il est sorti en 1972 chez Janus Records (en) et a été entièrement produit par John Schroeder (en). Des sessions d'enregistrement ont eu lieu aux studios De Lane Lea, à Londres.
L'album a culminé à la 85e place du Billboard Top LPs et en 24e position du Soul Albums aux États-Unis. Deux singles, The Message et Bra, ont été produits, tous deux rejoignant le classement des Soul Singles, atteignant respectivement les positions 22 et 51. Le premier single The Message a également atteint la 48e place du classement des singles Billboard Hot 100.

## Liste des titres
| 1. | Zion I          | - Michael "Bami" Rose - Pablo Gonsales | 3:29 |
| 2. | One More        | - Patrick Patterson - Steve Scipio     | 3:06 |
| 3. | Getting it Back | - Patrick Patterson - Steve Scipio     | 4:16 |
| 4. | Listen          | - Patrick Patterson - Steve Scipio     | 4:37 |
| 5. | Rickshaw        | - Patrick Patterson - Steve Scipio     | 5:50 |

| 1. | Dove                   | Cymande                                | 10:50 |
| 2. | Bra                    | - Patrick Patterson - Steve Scipio     | 5:00  |
| 3. | The Message            | - Patrick Patterson - Steve Scipio     | 4:19  |
| 4. | Ras Tafarian Folk Song | - Michael "Bami" Rose - Pablo Gonsales | 3:08  |

## Musiciens
- Ray King – voix, percussions
- Peter Serreo – saxophone
- Michael "Bami" Rose – saxophone, flûte, bongos
- Pablo Gonsales – conga
- Sam Kelly – batterie
- Joey Dee – voix, percussions
- Derek Gibbs – saxophone
- Steve Scipio – basse
- Patrick Eaton Patterson – guitare
- John Schroeder – producteur
- Mia Krinsky – coordinateur

## Classements
| Classement (1973)                   | Meilleure position |
| ----------------------------------- | ------------------ |
| États-Unis (Billboard 200)          | 85                 |
| États-Unis (Top R&B/Hip-Hop Albums) | 24                 |
| Canada (Canadian Albums)            | 25                 |